# Xylophanes cosmius
Xylophanes cosmius là một loài bướm đêm thuộc họ Sphingidae. Nó được tìm thấy ở Ecuador, Peru và Bolivia về miền tây Brasil.
Sải cánh dài 40–45 mm. Nó tương tự như Xylophanes amadis.
Mỗi năm loài này có ít nhất ba thế hệ ở Peru nơi cá thể trưởng thành mọc cánh từ tháng 1 đến tháng 2, tháng 7 và tháng 10.
Ấu trùng có thể ăn các loài Rubiaceae và Malvaceae.